# Righteous Love
Early Recordings släpptes den 12 september år 2000 av Joan Osborne, och är hennes andra studioalbum.

## Låtlista
1. "Running Out of Time" (Osborne, Pérez)
2. "Righteous Love" (Osborne, Arthur)
3. "Safety in Numbers" (Osborne, Penna)
4. "Love Is Alive" (Wright)
5. "Angel Face" (Osborne, Arthur, Pérez, Uetz)
6. "Grand Illusion" (Osborne, Orteca, Penna, Petruzzelli)
7. "If I Was Your Man" (Osborne, Arthur, Chertoff, Hyman, Pérez)
8. "Baby Love" (Osborne, Orteca, Penna, Petruzzelli)
9. "Hurricane" (Osborne, Mangini, Penna, Petruzzelli)
10. "Poison Apples (Hallelujah)" (Osborne, Hyman, Chertoff)
11. "Make You Feel My Love" (Dylan)